# Cesar Virata

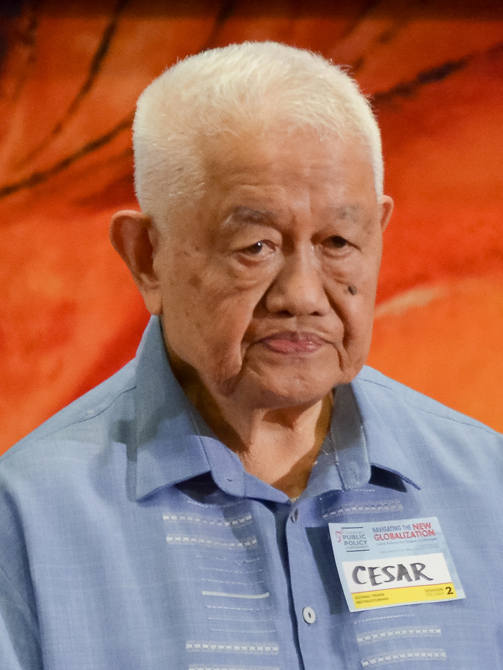
Cesar Virata (2019)

Cesar Enrique Virata y Aguinaldo (* 12. Dezember 1930 in Kawit) ist ein ehemaliger philippinischer Politiker.

## Biografie
Virata entstammt einer aus der Provinz Cavite kommenden Familie und war ein Urgroßneffe von Emilio Aguinaldo.
1965 berief ihn der neu gewählte Präsident der Philippinen Ferdinand Marcos in sein Regierungsteam. Dort war er für die Lösung der Probleme in der Reisindustrie verantwortlich. Nach Erfüllung dieser Aufgabe war er zunächst als Hochschullehrer tätig, wurde jedoch bereits im März 1967 wieder in den Beraterstab von Marcos berufen.
1970 ernannte ihn Marcos zum Finanzminister in seiner Regierung. Dieses Amt behielt er auch nach seiner Berufung zum Premierminister der Philippinen am 8. April 1981. Zwischen 1978 und 1986 war er auch Abgeordneter des Parlaments, wobei er zunächst die Region Central Visayas und danach seit 1984 die Provinz Cavite vertrat.
Nach dem Vorbild der Französischen Verfassung versuchte er als Nachfolger von Marcos, der das Amt des Premierministers in Personalunion seit dem 12. Juni 1978 ebenfalls bekleidete, die Regierung zur Normalität nach mehr als achtjähriger Herrschaft unter Kriegsrecht zurückzuführen.
Nach der Flucht von Präsident Marcos in die USA am 25. Februar 1986 trat er zurück und übergab anschließend das Amt des Premierministers an Vizepräsident Salvador Laurel, während Jaime Ongpin neuer Finanzminister in der Regierung von Präsidentin Corazon Aquino wurde.